# Lorenzo Unanue
Lorenzo Unanue, vollständiger Name Lorenzo Unanue Gordano, (* 22. März 1953 in Montevideo) ist ein ehemaliger uruguayischer Fußballspieler.

## Karriere

### Verein
Mittelfeldakteur Unanue spielte von 1973 bis 1980 für den Club Atlético Peñarol in der Primera División. In den Spielzeiten 1973, 1974, 1975, 1978 und 1979 gewann sein Verein die Uruguayische Meisterschaft. Von der Saison 1980/81 bis in die Spielzeit 1982/83 war er bei Atlético Potosino in Mexiko aktiv. Unanue absolvierte 91 Erstligapartien für den Klub, in denen er insgesamt 13 Tore erzielte. Die Saison 1983/94 verbrachte er in Reihen des Erstligisten Deportivo Neza, für den er bei 34 Einsätzen dreimal ins gegnerische Tor traf. Anschließend kehrte er zu Atlético Potosino zurück und stand dort mindestens von 1985 bis in die Saison 1986/87 unter Vertrag. In der letztgenannten Spielzeit schoss er fünf Tore und bestritt 36 Begegnungen in der Primera División. 1986 hatte er zudem vier weitere Male getroffen. In der Saison 1987/88 war UAG Tecos sein Arbeitgeber. Dort weist die Statistik für ihn 38 Erstligaspiele und neun Tore aus. Als letzte Karrierestation wird in der Spielzeit 1988/89 abermals Atlético Potosino geführt. 31-mal lief er in dieser letzten Saison auf und schoss vier Tore.

### Nationalmannschaft
Unanue war Mitglied der A-Nationalmannschaft Uruguays, für die er zwischen dem 4. Juni 1975 und dem 20. September 1979 23 Länderspiele absolvierte, bei denen er zwei Treffer erzielte. Mit der Celeste nahm er an der Copa América 1975 und 1979 teil. 1975 und 1979 gewann er mit Uruguay die Copa Juan Pinto Durán. Er wurde zudem 1976 bei der Copa del Atlántico und im Rahmen der Qualifikation für die Weltmeisterschaft 1978 eingesetzt.

### Erfolge
- Uruguayischer Meister: 1973, 1974, 1975, 1978, 1979
- Copa Juan Pinto Durán: 1975, 1979